# Ибн Вахшия
Абу Бакр Ахмад ибн Али ан-Набати, известный как Ибн Вахшия (араб. أبو بكر أحمد بن وحشية‎; ок. IX—X вв. н. э.) — набатейский арабский писатель, алхимик, специалист по сельскому хозяйству; египтолог — автор труда по дешифровке египетских иероглифов.

## Биография
Его полное имя: Абу Бакр Ахмад ибн Али ибн Кайс аль-Вахшия аль-Куссини ан-Набати ас-Суфи, прозванный аль-Касдани («халдей»). Родился в селении Куссин около Куфы в Ираке. Получил известность в средневековой Европе под именем Ахмад Бин Абубекр Бин Вахиши.

## Труды
Ибн ан-Надим в своём труде «Китаб аль-фихрист» перечисляет большое количество книг по магии, статуям, дарам, сельскому хозяйству, алхимии, физике и медицине, которые Ибн Вахшия либо написал сам, либо перевёл с других языков.

### Сельское хозяйство
Считается, что около 904 года он перевёл или написал книгу «Набатейское сельское хозяйство» (араб. كتاب الفلاحة النبطية‎, «Китаб аль-филаха ан-набатия»), основанную на древних вавилонских источниках. Книга превозносит вавилонско-арамейскую цивилизацию, считая её уровень более высоким по сравнению с уровнем завоевателей-арабов. Книга содержит ценные сведения о сельском хозяйстве, а также о распространённых суевериях. В частности, в книге обсуждаются сабии, которые якобы жили до Адама и которые утверждали, что у Адама были родители и они происходили из Индии. Эти идеи получили развитие в трудах еврейских философов Иегуды бен Самуэля Галеви и Маймонида, а также повлияли на теолога XVII века Исаака Ла Пейрера.

### Египтология
Ибн Вахшия считается автором «Книги о желании безумно влюблённого познать тайные письмена» (араб. كتاب شوق المستهام في معرفة رموز الأقلام‎, «Китаб шаук аль-мустахам фи марифат румуз аль-аклам»), где обсуждается ряд древних письменностей и приводится дешифровка египетских иероглифов. Издание арабского текста с английским переводом венского востоковеда Йозефа фон Хаммера, который приобрёл манускрипт в Каире, появилось в 1806 в Лондоне и было известно Сильвестру де Саси. Дешифровка Ибн Вахшия была лишь частично правильной, однако он верно предположил о связи древнеегипетского языка с коптским и опирался в дешифровке на коптские параллели. Ещё ранее, в XVII в., с этой рукописью познакомился Атанасиус Кирхер.